# Sony Alpha 7 III
La Sony α7 III (model ILCE7M3B) és una càmera sense mirall d'objectius intercanviables de fotograma complet, fabricada per Sony. Va ser anunciada per primera vegada el 26 de febrer de 2018 com a la successora de la Sony α7 II.

## Caracterísitques
La càmera incorpora importants millores respecte al seu model anterior, l'α7 II. Començant pel sensor, molt similar a la seva predecessora, la Sony Alpha 7 III té un sensor CMOS Exmor R retroil·luminat d'una mida de (35,8 x 23,9 mm) de 24,2 megapíxels i una resolució màxima de 6000 x 4000 punts. Gràcies al nou motor de processament BIONZ X aconsegueix augmentar la velocitat de processament 1.8 vegades en comparació amb la Sony α7 II.
Gràcies a aquests nous components, la càmera aconsegueix disparar a velocitats més ràpides, ja que posseeix tret continu de fins a 10 fotogrames per segon. El rang d'ISO és de 100 a 51200 (ampliable de 50 a 204.800), permetent així fotografiar fins i tot amb baixa lluminositat. Això és gràcies també a l'extens rang dinàmic de 15 stops en condicions de baixa sensibilitat. També s'ha millorat significativament la reproducció de color respecte a models anteriors.
La Sony Alpha A7 III té diversos formats de sortida, entre els quals hi ha el JPEG clàssic o el RAW de 14 bits.
La càmera té un sistema d'estabilització òptic per desplaçament del sensor a 5 eixos, permetent així fotografiar a baixa velocitat d'obturació, sense necessitat de trípode i fent els vídeos més estables.
El rendiment de l'AF (Auto-Focus) s'ha millorat notablement respecte a la seva predecessora. La A7 III té un sistema d'enfocament automàtic híbrid amb 692 punts de detecció de fases (heretat del model α9) i 425 punts amb detecció de contrast. Aquest sistema cobreix el 93% del sensor i és considerat un dels millors sistemes d'enfocament del mercat. La velocitat de l'AF i el seguiment d'aquest s'ha millorat enormement, gràcies a la lectura més ràpida de les imatges. També hi ha una opció d'enfocament a l'ull anomenada Eye AF.
S'ha incorporat un joystick darrere la càmera, per triar punt d'enfocament i gestionar els menús; a més s'ha incorporat una pantalla tàctil de 3 polzades i 921.600 punts que és extraïble. En addició, hi ha 81 noves opcions per personalitzar la càmera a gust de l'usuari i assignar-les entre 11 botons.
Les opcions de vídeo que ofereix la càmera són moltes, però destaca l'enregistrament en 4K (3840 x 2160 píxels) sense retallada del sensor. La càmera realitza un escalat intern en la captura de vídeo passant de 6K a 4K per produir vídeos amb alta qualitat de detall. També hi ha disponibles diversos perfils de gravació, començant pel HLG (Hybrid-Log Gamma), que permet la captura en HDR. A més, també estan disponibles els perfils S-log2 i S-log3 per major riquesa de color. La càmera pot gravar a 30 fps en 4K, i 120 fps a Full HD a una velocitat de fins a 100 Mbps.
La càmera incorpora una doble ranura per a targetes de memòria que permet l'emmagatzematge de diferents arxius com JPEG i RAW en carpetes diferents, igual que arxius d'imatge fixa o vídeo. La durada de la bateria també s'ha ampliat considerablement respecte al seu anterior model: la α7 III, segons el mesurament CIPA, ofereix fins a 710 trets per càrrega i en el moment del seu llançament era la càmera sense mirall amb la bateria amb més durada del mercat.
S'ha afegit una nova funcionalitat a la càmera, l'opció "El meu menú", mitjançant la qual es poden registrar fins a 30 elements per seleccionar-los quan sigui necessari. També es poden seleccionar imatges per destacar o trobar-les fàcilment després al menú o a la carpeta.
El pes i les mesures són característiques a destacar, i és que tot i ser una càmera tan potent, amb bateria i targeta de memòria, el pes és de 650 grams. Pel que fa a models anteriors, s'ha millorat l'ergonomia, atès que la reduïda grandària de les A7 anteriors feia difícil la seva adherència.
Capacitats sense fils i de xarxa
Inclou connexions WiFi per transferència d'arxius i té un terminal USB Type-C.
El model α7 III inclou un nou programari de Sony anomenat "Imaging Edge", que serveix com a eina creativa durant tot el procés de tret. Permet connectar la càmera a l'ordinador per utilitzar-lo com a visor, es pot utilitzar per a la transferència d'imatges i també per a l'edició d'aquestes.

## Accessoris

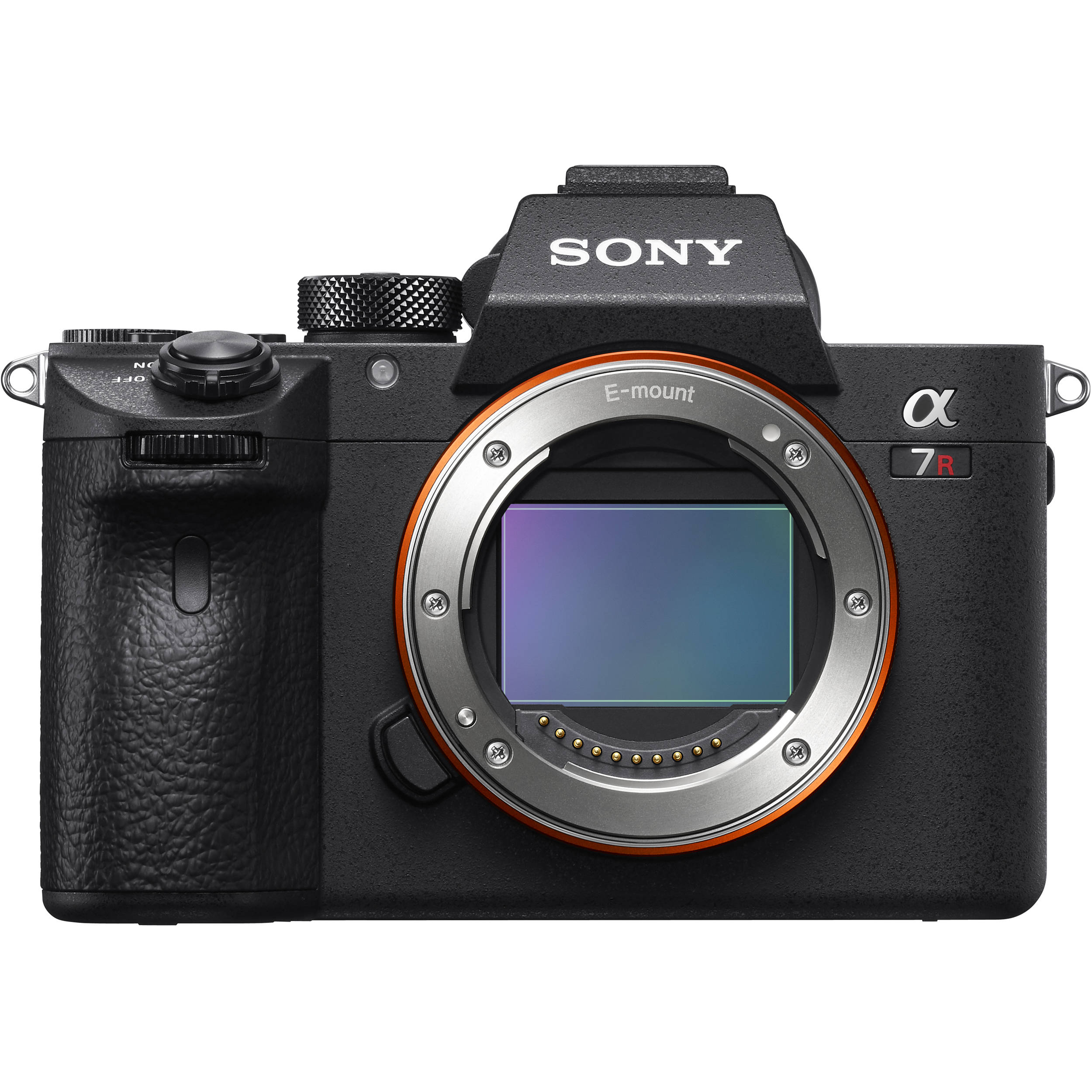
Imatge del cos de la càmera Sony Alpha 7 III. Imatge proporcionada per l'usuari Aliiosama.

La càmera disposa d'una àmplia compatibilitat amb multitud d'accessoris. Té una muntura d'objectius tipus I de Sony, a què moltes altres marques com Sigma o Tamron s'han sumat, tot adaptant els seus objectius a aquesta muntura. També hi ha adaptadors d'altres marques per muntura E, mitjançant els quals podríem muntar objectius Canon o Nikon en una Sony.
A la part superior, la càmera té un capçal per utilitzar Flash extern.
Al lateral esquerra, hi ha connexions per a micròfon i visor extern.

## Actualitzacions
L'11 d'abril de 2019 es va presentar una gran actualització de firmware per a la Sony Alpha 7 III, concretament la 3.0, la major fins a la data.
En aquesta actualització es van incloure noves característiques d'ús, entre les més destacables es troben l'Eye AF per a animals, una funció innovadora. També es va afegir l'activació de l'Eye AF, mitjançant la pulsació de l'obturador fins a la meitat. S'afegeix la funció de tret a intervals.